# Erna Kilkowski
Erna Kilkowski (* 6. Oktober 1907 in Breslau; † 27. September 1985) war eine deutsche Politikerin (CDU).

## Leben
Erna Kilkowski besuchte nach der Mittleren Reife eine Handelsschule in Breslau. Sie absolvierte ein Volontariat bei den „Breslauer Neuesten Nachrichten“ und arbeitete in der Propaganda-Abteilung der Zeitung sowie bei der „Breslauer Zeitung“. Die Tätigkeit gab sie auf, als sie 1928 heiratete.
Nach dem Zweiten Weltkrieg lebte sie in Hemmingstedt (Schleswig-Holstein) und baute einen Betrieb für kunstgewerbliche Stroharbeiten auf. 1946 trat sie der CDU bei und übernahm in der Partei verschiedene Funktionen, darunter ab 1949 im schleswig-holsteinischen Landesvorstand. Ab 1958 war sie Mitglied im Bundesvorstand der CDU-Frauenvereinigung, in Schleswig-Holstein war sie ab 1962 Landesvorsitzende.
Von 1948 bis zum Umzug nach Meldorf im Jahr 1951 war Erna Kilkowski Mitglied des Gemeinderats von Hemmingstedt. 1948 wurde sie in den Kreistag des Kreises Süderdithmarschen gewählt, dem sie bis 1955 und erneut ab 1957 angehörte.
Im Dezember 1957 rückte sie für Gerhard Stoltenberg über die CDU-Landesliste in den Landtag Schleswig-Holsteins nach. 1958 wurde sie über die Landesliste wiedergewählt, außerdem 1962, und gehörte dem Landtag bis 1967 an. Im November 1969 rückte sie für Arthur Schwinkowski nach und war bis 1971 Abgeordnete. Im Landtag gehörte sie mehreren Ausschüssen an, darunter dem Ausschuss für Heimatvertriebene.
Sie war Mitglied des Landesjugendwohlfahrtsausschusses und stellvertretendes Mitglied des Landeswahlausschusses. Sie war Beisitzerin im Oberverwaltungsgericht Lüneburg.
1964 nahm sie an der 4. Bundesversammlung teil.
Erna Kilkowski war verwitwet und hatte ein Kind.

## Auszeichnungen
- 1970: Bundesverdienstkreuz 1. Klasse